# 坂上是則
坂上 是則（さかのうえ の これのり）は、平安時代前期から中期にかけての貴族・歌人。右馬頭・坂上好蔭の子。官位は従五位下・加賀介。三十六歌仙の一人。

## 経歴
908年（延喜8年）大和権少掾次いで大和大掾に任ぜられる。912年（延喜12年）少監物に転ずると、中監物・少内記を経て、921年（延喜21年）大内記と醍醐朝中期は京官を歴任した。
924年（延長2年）従五位下・加賀介に叙任され、再び地方官に転じている。930年（延長8年）卒去。

## 人物
『寛平后宮歌合』や『大井川行幸和歌』など、宇多朝から醍醐朝にかけての和歌行事に度々進詠し、『古今和歌集』の撰者らに次ぐ歌人であった。『古今和歌集』（7首）以下の勅撰和歌集に39首が入集。家集に『是則集』がある。
また、蹴鞠に秀でていたらしく、延喜5年（905年）3月2日に宮中の仁寿殿において醍醐天皇の御前で蹴鞠が行われ、そのとき206回まで続けて蹴って一度も落とさなかったので、天皇はことのほか称賛して絹を与えたという。
『小倉百人一首』31番に「朝ぼらけ 有明の月と 見るまでに 吉野の里に 降れる白雪（『古今和歌集』冬332）」が入集している。

## 官歴
『古今和歌集目録』による。
- 延喜8年（908年） 正月：大和権少掾。8月28日：大和大掾
- 延喜12年（912年） 3月27日：少監物
- 延喜15年（915年） 2月23日：中監物
- 延喜17年（917年） 正月29日：少内記
- 延喜21年（921年） 正月30日：大内記
- 延長2年（924年） 正月7日：従五位下。正月：加賀介

## 系譜
- 父：坂上好蔭
- 母：不詳
- 生母不明の子女
  - 男子：坂上望城